# Nenad Veličković
Nenad Veličković (Sarajevo, 1962) es un escritor, dramaturgo y profesor universitario bosnio.

## Biografía
Profesor de historia literaria yugoslava, y de lengua (serbocroata) entre 1987 y 1990, en el Primer Gymnasium de Sarajevo, ha desempeñado múltiples actividades relacionadas con la cultura, la edición, la crítica y la creación literaria. Fue secretario del Instituto de Literatura de Sarajevo entre 1990 y 1992. Entre 1992 y 1996, trabajó como editor de la revista GIK "ONO", y entre 1996 y 1998, fue editor jefe de FAN Magazine.
Cursó estudios superiores de Literatura e Historia en la Universidad de Sarajevo, obteniendo el diploma de Master of Arts (MA) en 2006, y su doctorado en 2010. Su investigación se ha centrado, entre otros aspectos, en el adoctrinamiento político a través de la educación, y en la instrumentalización de la literatura con fines políticos. En la actualidad, imparte clases en la Universidad.
En 2017, Veličković firmó la Declaración sobre el idioma común de croatas, serbios, bosníacos y montenegrinos.

## Obra (no exhaustiva)
- Konačari, 1995 (traducido al inglés como Lodgers).
- Đavo u Sarajevu, 1996 (traducido al inglés como Satan on Sarajevo).
- Sahib (traducido al inglés).
- Otac moje kćeri (traducido al inglés como The Father of my daughter).